# Mali Lipovec
Mali Lipovec je naselje v Občini Žužemberk.